# Compsa leucozona
Compsa leucozona är en skalbaggsart som först beskrevs av Bates 1885. Compsa leucozona ingår i släktet Compsa och familjen långhorningar.
Artens utbredningsområde är Panama. Inga underarter finns listade i Catalogue of Life.